# Iglesia de San Pedro Apóstol (Aceuchal)
La iglesia parroquial de San Pedro Apóstol de Aceuchal es un elemento artístico señalado de esta localidad en el que se combinan distintos rasgos constructivos de los estilos gótico, renacentista y barroco, desarrollados desde el siglo XV al XVIII. Se encuadra en la Diócesis de Mérida-Badajoz.

## Estructura
El templo tiene una edificada en el siglo XVI, añadida a la cabecera gótica, único elemento con el que contaba la iglesia a finales del siglo XV. La primitiva cubierta de la nave era de madera, la cual persistió hasta que a mediados del siglo XVIII se acometieron las importantes obras barrocas que dieron al edificio su aspecto definitivo, sustituyéndose por la actual bóveda de cañón con lunetos. Entre sus contenidos artísticos se cuentan diversos retablos barrocos, habiendo desaparecido el mayor, obra del siglo XVI compuesta por 24 tablas góticas atribuidas a Antón de Madrid o Estacio de Bruselas, de las que únicamente se conservan dos representando a San Pedro ad Vincula y San Juan Bautista.

## Interior
En el interior del templo se conservan varios retablos laterales del estilo barroco, así como la capilla mayor, del mismo estilo, datable en la primera mitad del siglo XVIII. El retablo mayor, policromado, está presidido por San Pedro sentado en su cátedra y por la Inmaculada Concepción. En el ático está representado el Padre Eterno. Además, aparecen los escudos de la corona de Castilla, de la Orden de Santiago y de la villa.

## Torre campanario
La torre es de fines del siglo XV y comienzos del XVI, se alza a los pies y presenta sucesivos cuerpos almenados que perfilan su aspecto de fortaleza, lo que se encuentra también en otros templos de la Tierra de Barros.